# Synoecetes alpinator
Synoecetes alpinator är en stekelart som beskrevs av Aubert 1970. Synoecetes alpinator ingår i släktet Synoecetes och familjen brokparasitsteklar. Inga underarter finns listade i Catalogue of Life.